# Pesac
Pesac is een Roemeense gemeente in het district Timiș.
Pesac telt 2103 inwoners.